# 고양 대성암 목활자본 묘법연화경
고양 대성암 목활자본 묘법연화경은 대한민국 경기도 고양시 덕양구 대성암에 있는 불경이다. 2015년 3월 9일 경기도의 유형문화재 제303호로 지정되었다.

## 같이 보기
- 묘법연화경

## 참고 자료
- 고양 대성암 목활자본 묘법연화경 - 국가유산청 국가유산포털